# Torrioni
Torrioni – miejscowość i gmina we Włoszech, w regionie Kampania, w prowincji Avellino.
Według danych na 1 stycznia 2022 roku gminę zamieszkiwało 451 osób (248 mężczyzn i 203 kobiety).